# Hägar the Horrible (computerspel)
Hägar the Horrible is een computerspel dat werd uitgebracht door Kingsoft. Het spel kwam in 1991 uit voor de Commodore Amiga en een jaar later voor de Commodore 64. Het spel speelt rond stripfiguur Hägar de Verschrikkelijke uit de Amerikaanse stripreeks van Dik Browne. Aan het begin van een level geeft zijn vrouw een lijstje van voorwerpen die Hagar moet verzamelen. Naast deze items is het enige doel het einde van het level te halen. Hij kan met zijn schild en zwaard vechten tegen tegenstanders. In het latere verloop van het spel kunnen sterkere wapens bemachtigd worden.

## Platforms
| Jaar | Platform     |
| ---- | ------------ |
| 1991 | Amiga        |
| 1992 | Commodore 64 |

## Ontvangst
| Beoordeeld door                       | Platform     | Datum          | Score |
| ------------------------------------- | ------------ | -------------- | ----- |
| Australian Commodore and Amiga Review | Amiga        | maart 1993     | 86%   |
| CU Amiga                              | Amiga        | december 1991  | 81%   |
| ASM (Aktueller Software Markt)        | Amiga        | september 1991 | 75%   |
| Amiga Action                          | Amiga        | januari 1992   | 73%   |
| Amiga Joker                           | Amiga        | oktober 1991   | 70%   |
| Amiga Power                           | Amiga        | januari 1992   | 65%   |
| Power Play                            | Amiga        | augustus 1991  | 65%   |
| Amiga Format                          | Amiga        | januari 1992   | 59%   |
| 64'er                                 | Commodore 64 | maart 1993     | 30%   |

## Trivia
- Het spel werd wel aangekondigd voor de ZX Spectrum, maar werd nooit uitgebracht voor dit platform.